# Anna Massey
Anna Massey, född 11 augusti 1937 i Thakeham, West Sussex, död 3 juli 2011 i London, var en brittisk skådespelare. Hon var dotter till skådespelaren Raymond Massey och syster till skådespelaren Daniel Massey.

## Biografi
Massey gjorde teaterdebut 1955 i The Reluctant Debutante och blev nominerad för en Tony.
Hon filmdebuterade 1958. Hennes mest minnesvärda roller är som ett våldtäkts- och mordoffer i Alfred Hitchcocks Frenzy (1972) och som den ensamma kvinna, som flyr en misslyckad kärleksaffär i TV-filmen Hotel du Lac (1986).
Åren 1958-1962 var Anna Massey gift med skådespelaren Jeremy Brett.
Massey erhöll orden CBE - Commander of the Order of the British Empire 2005.
Anna Massey avled i cancer den 3 juli 2011. 

## Filmografi i urval
- Peeping Tom – en smygtittare (1960)
- Bunny Lake är försvunnen (1965)
- Kärlekens hus (1969)
- Frenzy (1972)
- Ett dockhem (1973)
- The Corn is Green (1978; TV-film)
- The Mayor of Casterbridge (1978; TV-serie)
- The Cherry Orchard (1981)
- Mansfield Park (1983)
- Sakharov (1984: TV-film)
- Anna Karenina (1985)
- Hotel du Lac (1986; TV-film)
- A Tale of Two Cities (1989; TV-film)
- Chopin, mon amour (1991)
- Driftwood (1997)
- Room to Rent (2000)
- An Angel for May (2002)
- Kommissarie Lewis (2007)